# 1ª Brigata operativa presidenziale "Atamano Petro Dorošenko"
La Brigata "Burevij" (in ucraino Бригада «Буревій»?, Bryhada «Burevij», lett. "Uragano"), ufficialmente nota come 1ª Brigata operativa presidenziale "Atamano Petro Dorošenko" (in ucraino 1-ша Президентська бригада оперативного призначення імені гетьмана Петра Дорошенка?, 1-ša Prezydents'ka bryhada operatyvnoho pryznačennja imeni het'mana Petra Dorošenka, unità militare 3027), è un'unità di fanteria meccanizzata della Guardia nazionale dell'Ucraina con base a Vyšhorod.

## Storia
La brigata venne fondata il 27 luglio 2014 a partire dalla 14ª Brigata operazioni speciali "Leopardo" (in ucraino 14-та бригада спеціального призначення «Барс»?, 14-ta bryhada special'noho pryznačennja «Bars»), appartenente alle Truppe Interne del Ministero degli affari interni, in seguito alla riorganizzazione della Guardia nazionale dell'Ucraina. È stata la prima unità della Guardia nazionale a ricevere armamento pesante come veicoli corazzati e artiglieria, venendo immediatamente impiegata nell'Ucraina orientale durante la Guerra del Donbass. Ha preso parte alle battaglie di Ilovajs'k e Krasnyj Lyman.
Il 23 agosto 2017, per i meriti di combattimento, coraggio ed alta professionalità del personale, la brigata è stata ufficialmente intitolata all'atamano Petro Dorošenko e le è stato aggiunto il titolo di "Presidenziale".
In seguito allo scoppio dell'invasione russa dell'Ucraina del 2022 la brigata ha preso parte alla difesa della capitale, stazionando in particolare a protezione dell'area della centrale idroelettrica di Kiev. Successivamente al fallimento dell'offensiva su Kiev e al ritiro delle truppe russe dall'Ucraina settentrionale, la brigata è stata impiegata a difesa delle città di Sjevjerodonec'k e Lysyčans'k. A partire dal 2023 è stata schierata nell'oblast' di Luhans'k, in direzione di Svatove, mentre alcuni suoi elementi hanno partecipato alla battaglia di Bachmut.
Il 4 febbraio 2023 il Ministero degli affari interni ha annunciato la creazione di 8 nuove brigate a partire da unità esistenti della Guardia Nazionale, della Polizia per operazioni speciali e della Guardia di Frontiera, tramite un programma chiamato Guardia Offensiva. La 1ª Brigata operativa è stata interessata dal progetto, venendo rinominata per l'occasione "Burevij" (in italiano "Uragano"), ed ha immediatamente annunciato il reclutamento di nuovi volontari. Nel giugno 2023 il Battaglione operativo "Serhij Kul'čyc'kyj" è stato trasferito alla Brigata "Burevij" dalla 27ª Brigata trasporti alla quale era precedentemente assegnato. Il 26 marzo 2024 è stata insignita dal presidente ucraino Zelens'kyj del titolo onorifico "Per il Valore e il Coraggio". All'inizio di ottobre la brigata è stata schierata a sud di Kup"jans'k, dove ha respinto un assalto russo nei pressi del villaggio di Pisčane che tentava di raggiungere il fiume Oskol.
Nel marzo 2025 il Battaglione operativo "Serhij Kul'čyc'kyj" è stato ritirato dal fronte per essere riorganizzato come battaglione operazioni speciali basato su tre compagnie d'assalto. Contestualmente è stato distaccato dalla brigata e riassegnato alla 27ª Brigata "Pečers'k". Il 15 aprile 2025 è stato reso noto che, in seguito alla riforma delle Forze armate ucraine che ha portato alla creazione dei comandi intermedi di corpo d'armata, la Brigata "Azov", la Brigata "Burevyj", la Brigata "Červona Kalyna", la Brigata "Kara-Dag" e la Brigata "Ljubart" sono state incluse nel nuovo 1º Corpo d'armata "Azov" della Guardia Nazionale, costituito sulla base dell'omonima brigata. Il 2 luglio 2025 il presidente Zelens'kyj ha conferito al comandante della brigata, colonnello Anton Zadorožnyj, il titolo di Eroe dell'Ucraina, la massima onorificenza del paese.

## Struttura
- Comando di brigata[17]
- 1º Battaglione operativo "Avamposto"
- 2º Battaglione operativo "Irbis"
- 3º Battaglione operativo "Tempesta"
- 4º Battaglione operativo "Horiv"
- 5º Battaglione operativo "Bastion"
- Battaglione artiglieria
- Battaglione artiglieria missilistica contraerei "Borea"
- Battaglione sistemi senza pilota "Kondor"
- Compagnia cecchini
- Compagnia medica

## Comandanti
- Colonnello Volodymyr Musijenko (luglio 2014 - luglio 2022)[18]
- Colonnello Mykola Mišakin (luglio 2022 - luglio 2023)[19]
- Colonnello Anton Zadorožnyj (luglio 2023 - in carica)[20]